# Toeristisch icoon
Een toeristisch icoon is een landschapskenmerk verbonden aan een bepaalde streek, stad of land. Het is vaak een algemeen gekend gebouw of natuurverschijnsel van de desbetreffende streek

## Voorbeelden

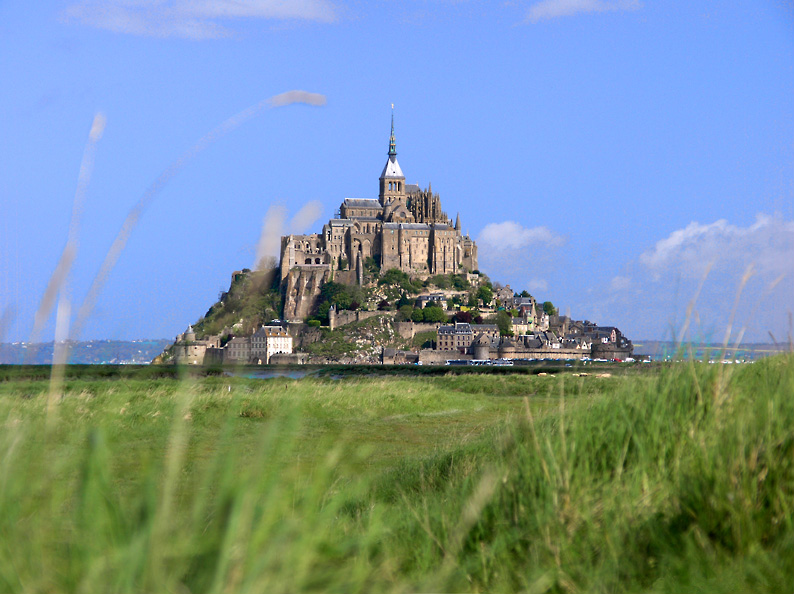
De Mont Saint-Michel, een toeristisch icoon van Normandië, Frankrijk.

### Menselijke iconen
- De Big Ben in Londen, Verenigd Koninkrijk.
- Het Atomium in Brussel, België.
- De Toren van Pisa in Pisa, Italië.
- De Eiffeltoren in Parijs, Frankrijk.
- De gondels in Venetië, Italië.

### Natuurlijke iconen
- De Mont Saint-Michel in Normandië, Frankrijk.
- De White Cliffs of Dover in Dover, Verenigd Koninkrijk.
- De Matterhorn in Zwitserland.
- Verschillende fjorden in Noorwegen.
- Verschillende geisers in IJsland.